# ウトキアグヴィク
ウトキアグヴィク（Utqiaġvik）[utqe.ɑʁvik], 英語: [ˌʊtkiˈɑːvɪk] ）は、アメリカ合衆国アラスカ州最北部にある都市。旧名称はバロー（英: Barrow）。人口は4,550人（2025年推計）。

## 概要
北極海に面する北緯71度23分に位置し、アメリカ合衆国最北端の都市である。また15㎞ほど離れたところにはアメリカ合衆国の最北端・バロー岬がある。住民の大部分が先住民族のイヌイット（イヌピアット）であり、アラスカ州最大のイヌイット集落としても知られている。古くは北極海捕鯨の基地や毛皮の交易地として栄え、現在は夏の白夜や冬のオーロラ、先住民文化を体験できる観光地となっている。
2016年12月1日、バロー市は公式名称を、イヌピアットの言語で「野生の根（根菜）を集める場所」を意味するウトキアグヴィク（Utqiaġvik）に改めた。

## 地理

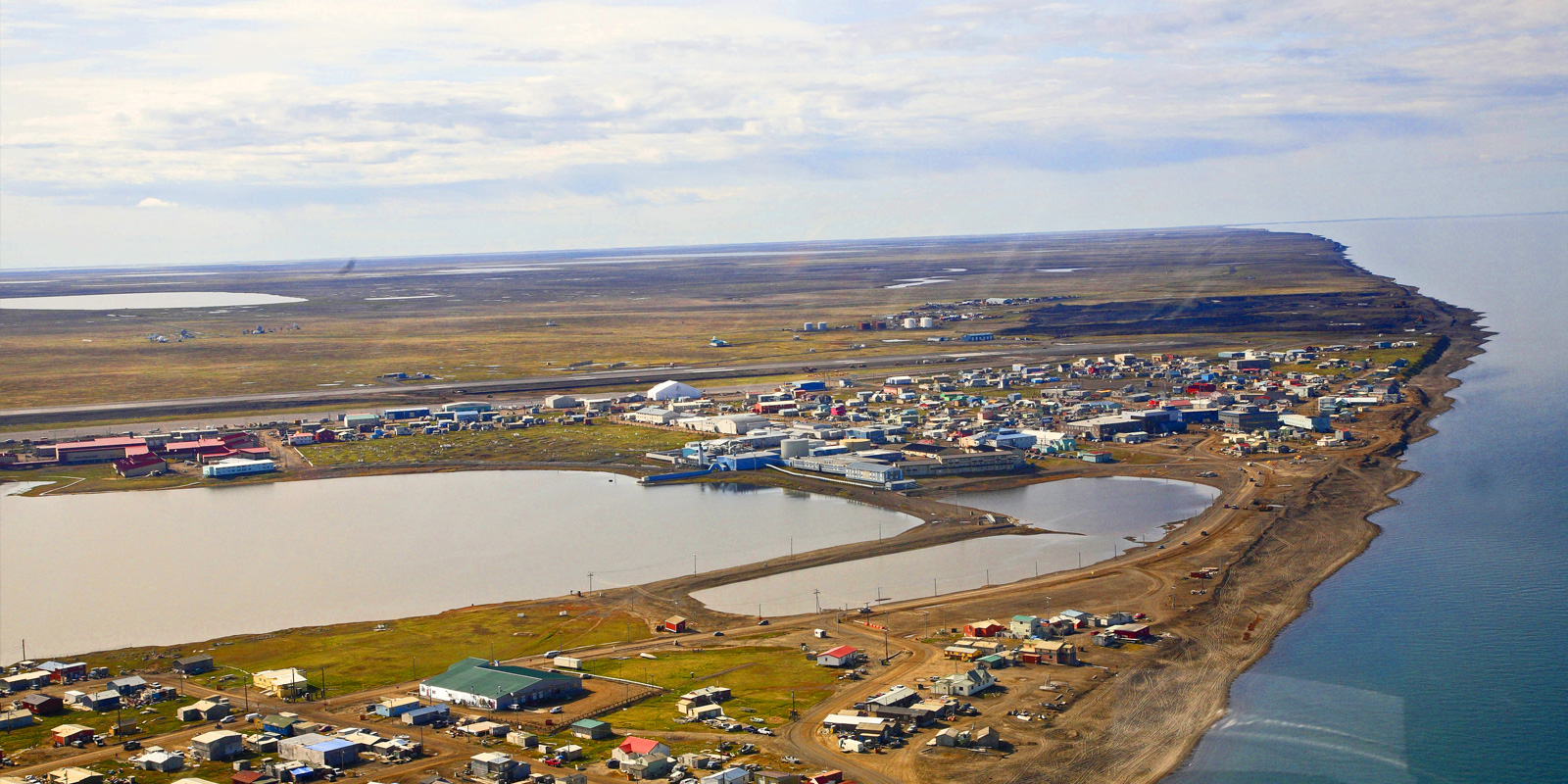
上空から

ウトキアグヴィクは、北緯71度18分1秒 西経156度44分9秒 / 北緯71.30028度 西経156.73583度に位置している。アメリカ合衆国統計局によると、市の総面積は56km²（21mi²）である。このうち48km²（18 mi²）が陸地で8km²（3mi²）が水域である。総面積の14%が水域になっている。
アラスカ最北部、ウトキアグヴィクを含む東西400km、南北150kmの領域には、楕円形の湖が無数に分布する。いずれも南の山脈から下ってきた過去の氷河が形成した地形である。湖の規模は長軸の長さが1kmから10km程度と変化に富むが、いずれも長軸の方向が北北西から南南東方向にそろっている。

### バロー岬
ウトキアグヴィク市から北東には砂嘴が伸びており、15㎞先の最北端・バロー岬が西のチュクチ海と東のビューフォート海を分ける地点となっている。ウトキアグヴィクから南東方向へは500kmにわたる砂浜海岸が延び、海流の影響によりそのうち200kmでは連続した砂州が形成されている。東のビューフォート海に面する海岸は地形が複雑であり、海流が及ばないため、砂州はもちろん、砂浜海岸も目立たない。
ウトキアグヴィクの市街地から北東約15kmに位置するバロー岬は北緯71度23分 西経156度30分 / 北緯71.383度 西経156.500度に位置する、アメリカ合衆国最北端の岬である。北極海に突き出るこの岬の周囲の海水は、1年のうち夏の2-3ヶ月を除き、ほとんど氷に閉ざされている。
バロー岬には北極探検の基地がよく置かれた。また、行方不明になってしまった探検家たちを探す捜索隊もバロー岬に捜索基地を置くことが多かった。
1965年から1972年にかけては、バロー岬でナイキ・ケイジャン、ナイキ・アパッチという科学観測用ロケットが打ち上げられた。また、バロー岬には、世界環境監視局（Global Atmosphere Watch）が観測拠点を置いている。

## 歴史

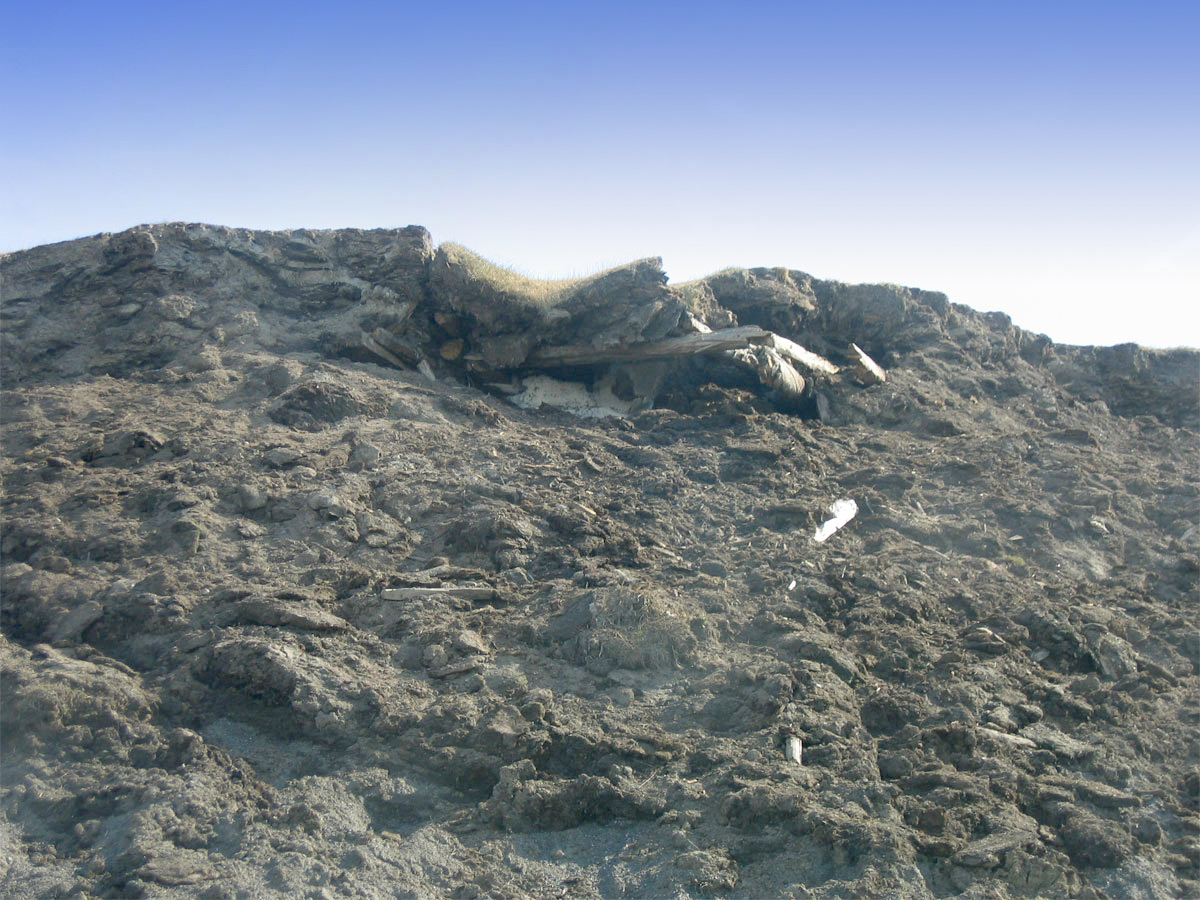
土製の住居跡

旧市名のバローはバロー岬（ポイント・バロー）から名付けられた。バロー岬の名は、1825年に岬を発見したイギリスの探検家、フレデリック・ウィリアム・ビーチーを資金面で支えた同国の政治家、ジョン・バローにちなむ。
バローと名付けられる前、この地は先住民の言葉でウクピアグヴィック（Ukpiaġvik、「シロフクロウ狩りの地」を意味する）と呼ばれていた。西暦500年頃には、この地には既に人が住み着いており、ホッキョククジラやアザラシ、野生トナカイなどを狩りながら生活していたとみられ、近隣には800年頃の住居跡も残っている。
1825年にフレデリック・ウィリアム・ビーチーがバロー岬を発見。その頃はイギリス海軍が北アメリカの北極海沿岸を測量していたが、1864年にアラスカがアメリカ領となることが確定、1881年にはアメリカ合衆国陸軍がバローに気象観測および磁極調査の拠点を設けた。1888年には長老派が教会を建立。1893年には捕鯨基地や毛皮取引所が置かれ、1901年には郵便局が設置された。
1935年8月15日、当時アメリカ合衆国を代表するコメディアンであったウィル・ロジャースが搭乗、世界一周飛行などの業績で知られたパイロットのウィリー・ポストが操縦していた飛行機が川に墜落する事故が起き、両名の命が奪われた。その墜落現場は現在記念碑が建ち、アメリカ合衆国国家歴史登録財の指定を受け、またバローの空港の名前も現在「ウィリー・ポスト＝ウィル・ロジャース記念空港」と名付けられている。
1972年、バローを中心とするノース・スロープ郡が創設された。財政に余裕ができた分を活かして、郡はバローに道路を建設し、衛生・水道・電力などの公共サービスや保健・教育サービスを充実させるなど、インフラストラクチャー整備に力を入れた。1986年には、郡は地域初の高等教育機関となるノース・スロープ高等教育センター（North Slope Higher Education Center）を開校した。2003年には同センターは2年制大学として認可を受け、名称もイリサグヴィック大学（Ilisagvik College）と改められた。同大学は、エスキモーの伝統文化に基づいた教育を行っている。

## 気候
北極圏内に位置するウトキアグヴィクは1年を通して寒く、最も暖かい7月・8月でも平均気温が摂氏3-4度ほどにしかならない。冬の寒さは極めて厳しく、氷点下30度近くまで下がる。平均気温が摂氏0度を上回るのは6-8月の3ヶ月だけで、あとは氷点下である。また寒いため空気中の水分はほとんどなく、1年を通して降水量が少ない。ケッペンの気候区分ではET（ツンドラ気候）に属する。
また北極圏内に位置することから、毎年5月10日から8月2日の85日間は太陽が沈まず、白夜となる。反対に冬は、11月18日から1月24日までの68日間にわたって太陽の昇らない日が続く。
| ウトキアグヴィクの気候 | ウトキアグヴィクの気候 | ウトキアグヴィクの気候 | ウトキアグヴィクの気候 | ウトキアグヴィクの気候 | ウトキアグヴィクの気候 | ウトキアグヴィクの気候 | ウトキアグヴィクの気候 | ウトキアグヴィクの気候 | ウトキアグヴィクの気候 | ウトキアグヴィクの気候 | ウトキアグヴィクの気候 | ウトキアグヴィクの気候 | ウトキアグヴィクの気候 |
| 月                     | 1月                    | 2月                    | 3月                    | 4月                    | 5月                    | 6月                    | 7月                    | 8月                    | 9月                    | 10月                   | 11月                   | 12月                   | 年                     |
| ---------------------- | ---------------------- | ---------------------- | ---------------------- | ---------------------- | ---------------------- | ---------------------- | ---------------------- | ---------------------- | ---------------------- | ---------------------- | ---------------------- | ---------------------- | ---------------------- |
| 最高気温記録 °C （°F） | 2 (36)                 | 3 (37)                 | 1 (34)                 | 6 (43)                 | 8 (46)                 | 23 (73)                | 26 (79)                | 24 (75)                | 17 (63)                | 7 (45)                 | 4 (39)                 | 1 (34)                 | 26 (79)                |
| 平均最高気温 °C （°F） | −21.8 (−7.2)           | −22.2 (−8)             | −21.2 (−6.2)           | −13.1 (8.4)            | −3.4 (25.9)            | 4.7 (40.5)             | 8.8 (47.8)             | 6.6 (43.9)             | 2.1 (35.8)             | −5.7 (21.7)            | −14.3 (6.3)            | −18.8 (−1.8)           | −8.2 (17.2)            |
| 日平均気温 °C （°F）   | −25.7 (−14.3)          | −28.6 (−19.5)          | −26.5 (−15.7)          | −18.6 (−1.5)           | −7.2 (19)              | 0.7 (33.3)             | 3.9 (39)               | 3.3 (37.9)             | −0.7 (30.7)            | −9.8 (14.4)            | −18.2 (−0.8)           | −24.9 (−12.8)          | −12.7 (9.1)            |
| 平均最低気温 °C （°F） | −28.6 (−19.5)          | −29.1 (−20.4)          | −28.4 (−19.1)          | −20.5 (−4.9)           | −8.6 (16.5)            | −0.7 (30.7)            | 1.6 (34.9)             | 1.2 (34.2)             | −1.9 (28.6)            | −10.8 (12.6)           | −20.4 (−4.7)           | −25.4 (−13.7)          | −14.3 (6.3)            |
| 最低気温記録 °C （°F） | −47 (−53)              | −49 (−56)              | −47 (−53)              | −41 (−42)              | −28 (−18)              | −16 (3)                | −6 (21)                | −7 (19)                | −17 (1)                | −36 (−33)              | −40 (−40)              | −48 (−54)              | −49 (−56)              |
| 降水量 mm （inch）     | 5.5 (0.217)            | 4.5 (0.177)            | 4.4 (0.173)            | 5.4 (0.213)            | 4.4 (0.173)            | 9.4 (0.37)             | 21.9 (0.862)           | 24.8 (0.976)           | 15.0 (0.591)           | 14.1 (0.555)           | 7.5 (0.295)            | 4.8 (0.189)            | 118.8 (4.677)          |
| % 湿度                 | 72.7                   | 70.0                   | 70.9                   | 76.8                   | 87.0                   | 88.5                   | 87.9                   | 91.1                   | 90.6                   | 85.6                   | 79.4                   | 74.0                   | 81.2                   |
| 出典：1990年理科年表   |                        |                        |                        |                        |                        |                        |                        |                        |                        |                        |                        |                        |                        |

## 人口動勢
以下は2004年の人口統計データである。
基礎データ
- 人口: 4,680人
- 世帯数: 1,400世帯
- 家族数: 980家族
- 人口密度: 100人/km²（250人/mi²）
- 住居数: 1,620軒
- 住居密度: 35軒/km²（90軒/mi²）

人種別人口構成
- 白人: 22%
- アフリカ系アメリカ人（黒人）: 1%
- エスキモー: 57%
- アジア人: 9% - 北極海油田関係者が多い
- 太平洋諸島系: 1%
- その他の人種: 1%
- 混血: 9%
- ヒスパニック・ラテン系: 3%

年齢別人口構成
- 18歳未満: 28%
- 18-24歳: 13%
- 25-44歳: 32%
- 45-64歳: 19%
- 65歳以上: 3%
- 年齢の中央値: 29歳
- 性比（女性100人あたり男性の人口）
  - 総人口: 107
  - 18歳以上: 110

世帯と家族（対世帯数）
- 18歳未満の子供がいる: 57%
- 結婚・同居している夫婦: 45%
- 未婚・離婚・死別女性が世帯主: 15%
- 非家族世帯: 28%
- 単身世帯: 23%
- 65歳以上の老人1人暮らし: 2%
- 平均構成人数
  - 世帯: 3.4人
  - 家族: 4.8人

収入と家計
- 収入の中央値
  - 世帯: 63,100米ドル
  - 家族: 68,200米ドル
  - 性別
    - 男性: 52,000米ドル
    - 女性: 46,400米ドル
- 人口1人あたり収入: 22,900米ドル
- 貧困線以下
  - 対人口: 9%
  - 対家族数: 8%
  - 18歳未満: 7%
  - 65歳以上: 13%

## 生活

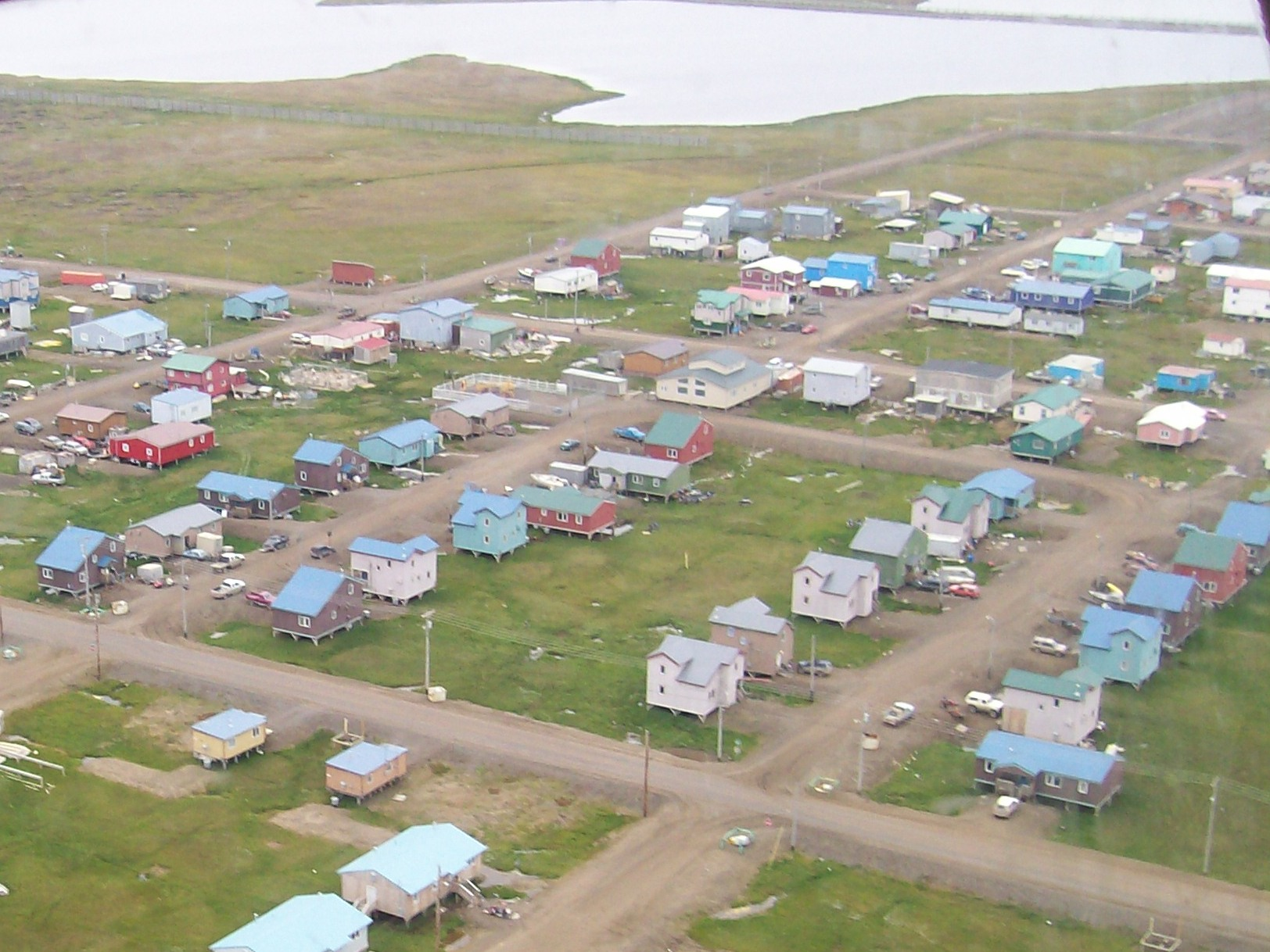
ウトキアグヴィクの街並み

### 市街地
ウトキアグヴィクの市街地は南を空港、北西を海、東をツンドラに挟まれた狭い地域にあり、イザットコーク・ラグーン（Isatkoak lagoon）を挟んで市街地が南北に二分されている。ラグーンは全長5kmほどの短い川の河口をせき止めて出来たもので、その北側は新興住宅地のブロワーヴィル（Browerville）地区、南側が（狭義の）バロー地区である。両地区とも東西2km、南北1kmほどの範囲で碁盤の目状の道路を持つ。店やホテルのほとんどは南側に位置し、市街地南端は空港のターミナル、さらに南には東西に伸びる滑走路 (2km) がある。滑走路の南側には原野が広がり、小さな廃棄物処理場がある。

### 生活インフラ

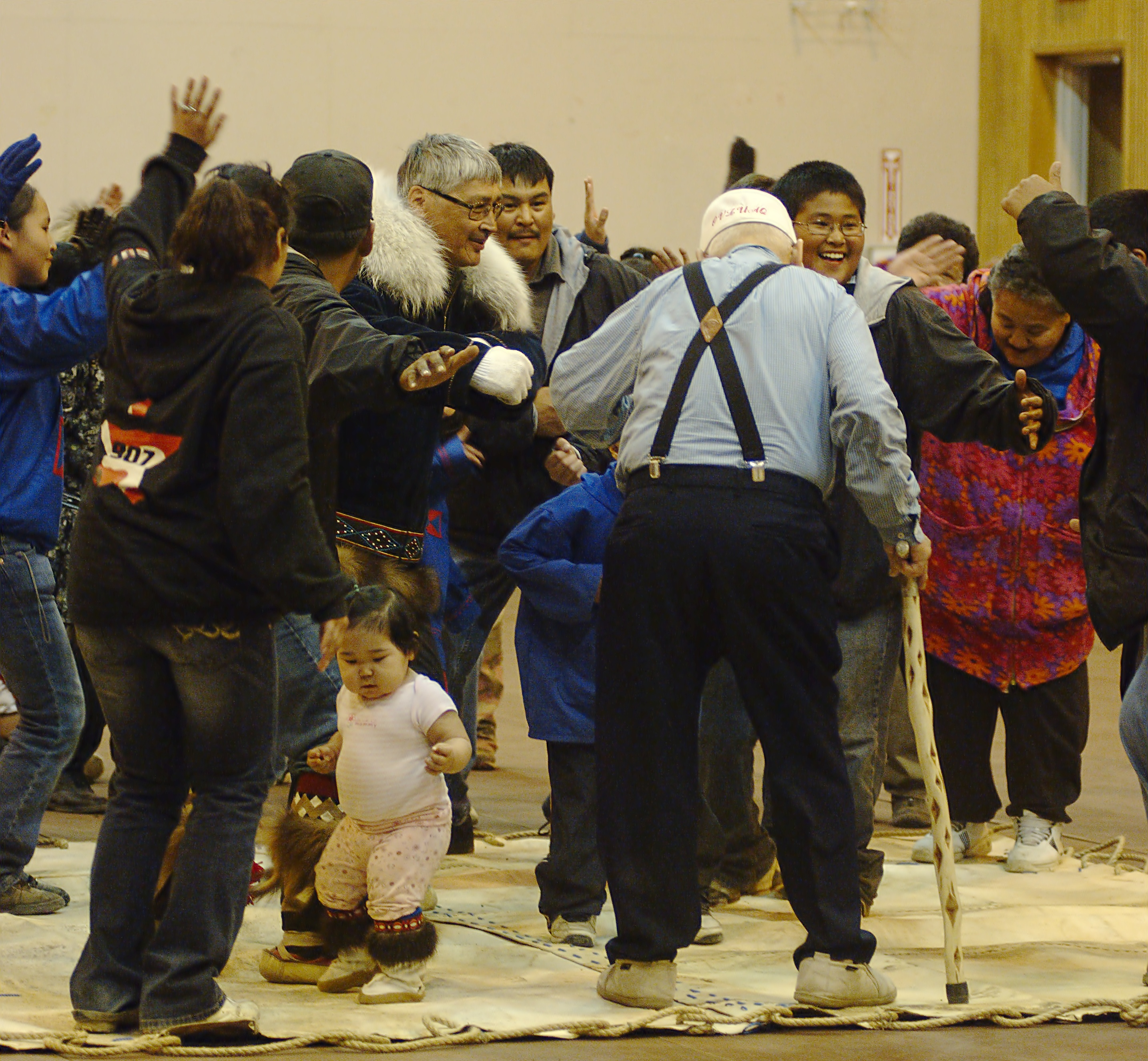
ウトキアグヴィクの住民

上下水道や電気は整備されており、市民はウトキアグヴィクの南12マイル地点で産出される天然ガスによって暖かい生活を送っている。ただし生活物資の全てを空輸に頼っているため、ウトキアグヴィクの物価は極めて高い（ただし、一部の貨物は沖合に停泊した船舶よりはしけで荷揚げしている、さらに極地クルーズ船もはしけで上陸することもある）。また供給量が天候に左右されやすく不安定である。一方で、イヌイットの伝統的な自給自足の生活も根強く残っている。ウトキアグヴィクに住むエスキモーの人々は日常的にイヌピアット語を用い、アザラシの皮でつくられたウミアックという狩猟舟を操っている。そのため、街中を歩くとクジラやトナカイの骨が並んでいたり、ホッキョクグマの毛皮が干されている。

## 交通

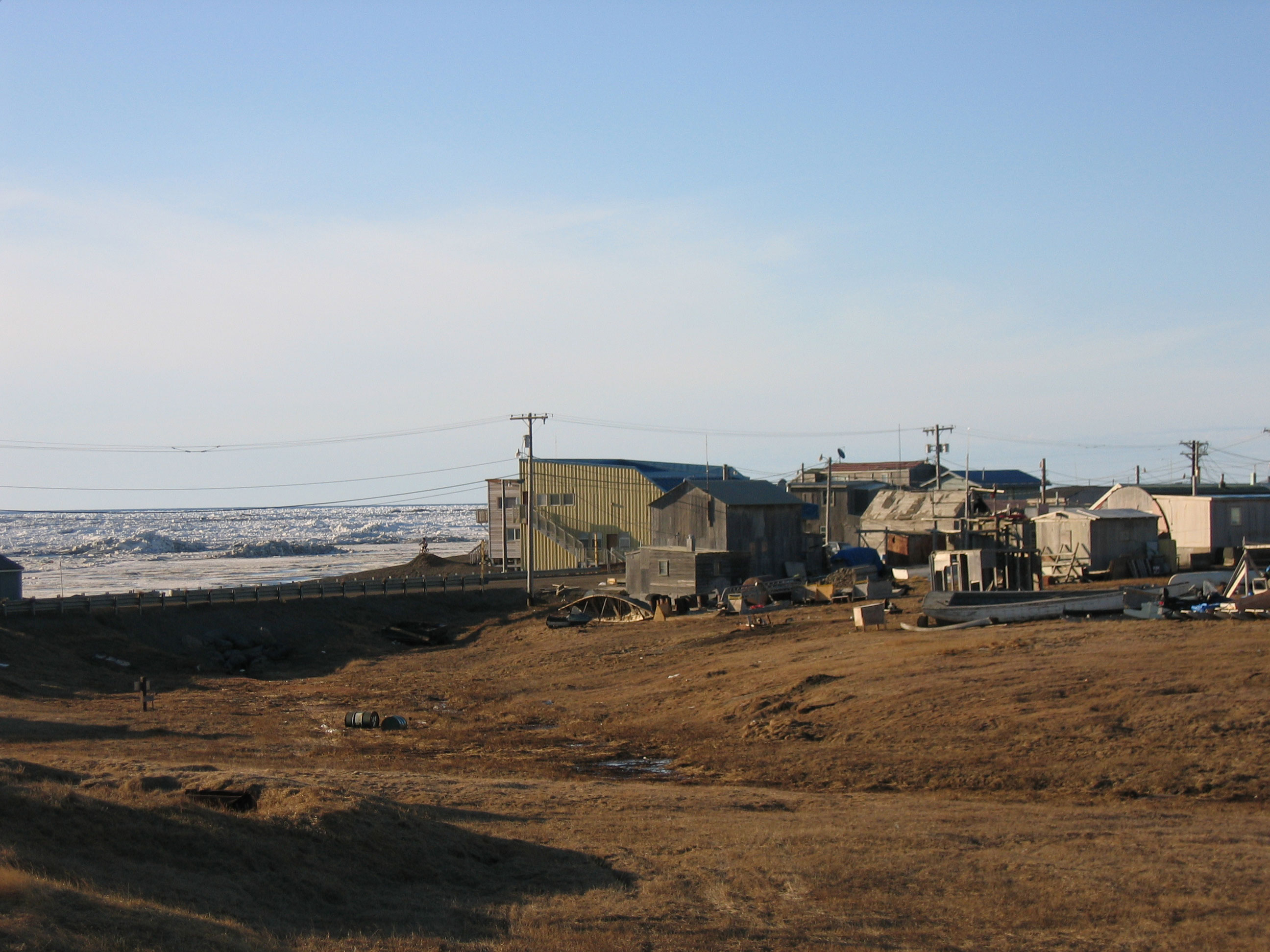
ウトキアグヴィクの海辺

ウトキアグヴィクは市外へ通ずる道路も鉄道もない、いわゆる「陸の孤島」である。ウトキアグヴィクと他地域を結ぶ唯一の交通手段はウィリー・ポスト＝ウィル・ロジャース記念空港（Wiley Post-Will Rogers Memorial Airport）に発着する航空機である。アラスカ州内をカバーするアラスカ航空が就航しており、フェアバンクスやプルドーベイを経由して州の中心都市アンカレッジとを結ぶ便が1日2便ある。

## 日本との関係
日本においては知名度の低い都市であるが、日本テレビでかつて放送されていた『アメリカ横断ウルトラクイズ』の第12回大会において、第3チェックポイントの会場となったことで知られるようになった。

## 対外関係

### 姉妹都市･提携都市
- ウシュアイア（アルゼンチン共和国 ティエラ・デル・フエゴ州）- 世界最南端の都市。
- ヌーク　(グリーンランドセルメルソーク) - グリーンランド最大の都市